# Liste österreichischer Verteidigungsattachés
Der Verteidigungsattaché (Militärattaché) ist der oberste militärdiplomatische Beauftragte der Republik Österreich im Auslandsdienst.
Derzeit werden zu über 40 Staaten direkte militärdiplomatische Beziehungen gepflegt. Umgekehrt sind in Österreich etwa 60 ausländische Militärattachés aus über 45 Staaten akkreditiert.

## Der österreichische Militärattachédienst

### Aufgaben eines österreichischen Verteidigungsattachés
„Das österreichische Verteidigungsministerium unterhält sicherheitspolitische und militärdiplomatische Beziehungen zu Ländern in aller Welt. Die Attachés liefern Expertisen (z. B. Bewertungen von sicherheitspolitischen Entwicklungen in der Region) für das Ministerium und auch für andere Ressorts wie das Außenministerium.“

Hauptaufgaben der Verteidigungsattachés sind:
- Aufbau von militärdiplomatischen Beziehungen
- Verbesserung der bilateralen Zusammenarbeit
- Unterstützung und Beratung der österreichischen Vertretungen in sicherheits- und militärpolitischen Fragen,
- Bewertung von Entwicklungen im Gastland als Beitrag zur Erstellung des strategischen Lagebildes
- Kooperationsmanagement, vor allem bei Kriseneinsätzen und Katastrophen.

Die militärischen Attachés sind meist an den Botschaften tätig, wo sie den diplomatischen Auslandsdienst in Sachfragen unterstützen, ähnlich wie die Kulturattachés oder die Handelsvertreter. Für die meisten Nachbarländer bestehen zwei zentrale Büros in Wien, an denen Roving attachés (Reiseattaché) tätig sind.
Besoldungsmäßig entspricht ihr Rang dem eines Erstzugeteilten (stellvertretender Botschafter).

### Abteilung Militärdiplomatie
Die Abteilung Militärdiplomatie – vormals Abteilung Attachéwesen – untersteht der Direktion für Verteidigungspolitik und internationale Beziehungen. Die Abteilung selbst umfasst – neben den Attachés – derzeit (Oktober 2020) 16 Mitarbeiter und wird von Brigadier Nikolaus Rottenberger geführt.
Die Agenden der Abteilung umfassen:
01 Angelegenheiten der bilateralen militärischen Auslandsbeziehungen
02 Angelegenheiten der konkreten bilateralen Zusammenarbeit mit ausländischen Streitkräften
03 Angelegenheiten des militärdiplomatischen Verbindungsdienstes zu ausländischen Vertretungen sowie ressortfremden Stellen
04 Angelegenheiten der Richtlinien für die infrastrukturelle und materielle Ausstattung von militärdiplomatischem Personal im Ausland
05 Angelegenheiten der Diplomatenpässe und des militärdiplomatischen Kurierdienstes in Absprache mit dem Bundesministerium für europäische und internationale Angelegenheiten
06 Angelegenheiten der Richtlinien und Dienstanweisungen für das militärdiplomatische Personal in bilateraler Verwendung einschließlich deren Vorbereitung
07 Angelegenheiten des militärischen Protokolls und der internationalen Courtoisie und inhaltliche Steuerung höchstrangiger Besuche in Österreich
08 Angelegenheiten der Aufenthalte, Transite und Überflüge ausländischer Truppen gemäß Truppenaufenthaltsgesetz (TrAufG)
09 Angelegenheiten der attachédienstlichen Führung der Verteidigungsattaché-Büros und Rovingattachés
10 Angelegenheiten der SAP-Länder des Westbalkans
11 Angelegenheiten der Planung und Steuerung von im internationalen Bereich verwendetem Personal im Wirkungsbereich des Attachédienstes
12 Angelegenheiten der Budgetführung für den Bereich des Personals bei den Verteidigungsattaché-Büros

### Historische Entwicklung
Nach der Aufstellung des Bundesheeres der zweiten Republik 1955 beschloss die Bundesregierung 1957 erstmals die Entsendung von Militärattachés in die Hauptstädte der vier Signatarstaaten des Staatsvertrages, Frankreich, Großbritannien, Sowjetunion und Vereinigte Staaten, sowie in die Hauptstädte der beiden europäischen Neutralen Schweden und Schweiz. Entsandt wurden:
- Oberst dhmD Zdenko Paumgartten (Frankreich)
- Oberst dhmD Heinrich Jordis (Großbritannien)
- Oberstleutnant dhmD Alexander Buschek (Sowjetunion)
- Oberstleutnant dhmD Paul Klein (Vereinigte Staaten)
- Oberst dhmD Wilhelm Schuster (Schweden)
- Oberstleutnant dhmD Franz Rudolf (Schweiz).

Der Notwendigkeit der Entsendung weiterer Attachés wurde zunächst durch Mitakkreditierungen Rechnung getragen. 1965 wurde erstmals der österreichische Militärattaché in Schweden in Finnland mitakkreditiert, 1968 gab es bereits Mitakkreditierungen für Belgien, Dänemark, Finnland, Luxemburg, die Niederlande und Polen, zugleich wurde die Zahl der Militärattachés von 6 auf 8 erhöht und Entsendungen in die Nachbarstaaten Ungarn und Jugoslawien vorgenommen. Weitere Nachbarstaaten und weitere Mitakkreditierungen folgten. Im Jahre 1986 gab es schon insgesamt elf österreichische Militär- bzw. Verteidigungsattachés, die weltweit in 23 Staaten akkreditiert waren. Zehn Jahre später, im Jahre 1996, stieg die Zahl der österreichischen Militärattachés auf insgesamt 17 und die Zahl der diplomatisch betreuten Staaten auf 33.
Im Zuge der Bundesheerreform wurde ab 2007/08 das österreichische Militärdiplomatiewesen reformiert. So wurden etwa alle Residenzen in den Nachbarstaaten, mit Ausnahme Deutschlands, Italiens und der Schweiz, geschlossen, Staaten wie Ungarn, Slowenien, Tschechien, Slowakei, Rumänien oder Bulgarien werden seit 2008 von Roving attachés betreut, Offiziere, die von zwei Reiseattaché-Büros direkt von Wien aus agieren. Die Attachés in Griechenland, Bulgarien und Rumänien wurden abgezogen, in Israel, Algerien und Ägypten, auch für Österreich sicherheitspolitisch wichtige Regionen, neue Vertretungen errichtet.
Im Jahre 2009 betreuten 20 Verteidigungsattachés und acht beigeordnete Militärattachés neben fünf militärischen Vertretungen (Brüssel, Den Haag, Genf, New York und Wien) bei multinationalen Organisationen (EU, EDA, NATO, UNO) 19 bilaterale Attachébüros im Ausland (Algier, Ankara, Belgrad, Berlin, Bern, Brüssel, Damaskus, Kairo, Kiew, London, Moskau, Paris, Peking, Rom, Sarajewo, Stockholm, Tel Aviv, Washington und Zagreb).

## Liste österreichischer Militärattachés

### Leiter der Militärvertretungen bei Internationalen Einrichtungen
| Staat                   | Attaché (mit Sitz) |
| ----------------------- | --- |
| Brüssel (EU, EDA, NATO) | - Divisionär Richard Bondi, 1995 bis 2000 - Generalleutnant Günther Greindl, 2000 bis 2003 - Generalmajor Wolfgang Jilke, 2003 bis 2007 - Generalmajor Wolfgang Wosolsobe, 2007 bis 2012 - Generalleutnant Günter Höfler, 2012 bis 2017 - Generalleutnant Franz Leitgeb, August 2017 bis März 2023 - Generalmajor Thomas Starlinger, April 2024 bis März 2025 - vakant |

### Verteidigungsattachés des Bundesheers nach 1955
| Staat | Attaché (mit Sitz) |
| --- | --- |
| Ägypten seit 2010; Mitakkreditierung: Sudan (seit 2013) | - Brigadier Michael Sutter-Kellner (Damaskus) 2003–2004 - Brigadier Peter Grabner (Damaskus) 2004–2010 - Oberst Johann Hornung (Ankara/Kairo) 2010– - Oberst Martin Schießer (Kairo) |
| Albanien | - Brigadier Wilhelm Figl (Laibach) 1993–1999 - Brigadier Jürgen Köberl (Laibach) 1999–2004 - Brigadier Josef Nekham (Laibach) 2004–2007 - Brigadier Manfred Sulzgruber (Zagreb) 2007–2012 - Brigadier Roman Fischer (Zagreb) 2012–2016 - Oberst Nikolaus Rottenberger (Rom) 2016–2022 - Oberst dG Jure Bauer (Zagreb) |
| Algerien seit 2009; Mitakkreditierung: Mali (seit 2013), Niger (seit 2013), Tunesien (seit 2016), Tschad | - Oberst Hans-Peter Schneebauer (Algier) 2009–2012 - Oberst dG Johann Trummer (Algier) 2012–2016 - Oberst Alexander Plappart (Algier) 2016–… |
| Aserbaidschan | - Oberst Kurt Radner (Ankara) 2010–2015 - Brigadier Reinhard Schöberl (Ankara) 2015–2019 - Brigadier Thomas Rapatz (Ankara) 2019–2024 |
| Armenien | - Oberst dG Erich Simbürger (Moskau) 2007–2009 - Brigadier Helmut Fellner (Moskau) 2009–2015 - Oberst dhmfD Christian Smutek (Moskau) 2015–… - Oberst dG Thomas Ahammer (Moskau, Wien) |
| Äthiopien seit 2013; Mitakkreditierung: Kenia (seit 2013), Südsudan, Uganda, Zentralafrikanische Republik | - Oberst dG Manfred Stacher (Addis Abeba) 2013–2015 - Oberst dhmfD Josef Hölzl (Addis Abeba) 2016–2021 - Oberst Bernd Skaza (Addis Abeba) 2021–2021 - Oberst dG Johann Jamnig (Addis Abeba) 2021–… |
| Belgien von 1992 bis 2006; Mitakkreditierung: Luxemburg (1992–2000, 2002–2006), Niederlanden (1993–2000) | - Brigadier Hubert Wingelbauer (Paris) 1967–1969 - Oberst dG Ernest Bernadiner (Paris) 1969–1973 - Oberst dG Friedrich Materna (Paris) 1973–1977 - Brigadier Hans Buttlar-Elberberg (Paris) 1977–1981 - Brigadier Josef Marolz (Paris) 1982–1986 - Brigadier Richard Bondi (Paris) 1986–1992 - Korpskommandant Richard Bondi (Brüssel) 1992–2000 - Brigadier Erich Dallinger (Brüssel) 2000–2001 - Oberst Franz Joseph Fritzlehner (Brüssel) 2001–2006 - Oberst dG Franz Sitzwohl (Brüssel) - Oberst dG Christian Weniger (Brüssel) 2022– |
| Brasilien | - Generalmajor Jürgen Ortner (Washington) 2017–2022 - Generalmajor Norbert Huber (Washington) 2022–… |
| Bosnien und Herzegowina seit 2008 | - Brigadier Hans Helmut Moser (Athen) 1999–2000 - Brigadier Helmut Fellner (Athen) 2000–2002 - Oberst dG Bernhard Bair (Zagreb) 2002–2003 - Oberst dG Werner Stangl (Zagreb) 2003–2007 - Oberst Thomas Rois (Sarajewo) 2008–2009 - Brigadier Andreas Rotter (Sarajewo) 2009–2013 - Oberst dIntD Dr. Michael Pesendorfer (Sarajewo) 2013–2019 - Oberst dG Erich Simbürger (Sarajewo) |
| Bulgarien seit 2008 | - Brigadier Franz Rudolf (Budapest) 1971–1972 - Brigadier Karl Österreicher (Budapest) 1972–1977 - Oberst dG Josef Klamminger (Budapest) 1977–1981 - Brigadier Peter-Erik Czak (Budapest) 1981–1988 - Brigadier Rudolf Striedinger (Budapest) 1988–1993 - Brigadier Stephan Mayer (Budapest) 1993–1997 - Brigadier Josef Nekham (Budapest) 1997–1998 - Brigadier Josef Reifberger (Belgrad) 1998–2000 - Brigadier Manfred Sulzgruber (Belgrad) 2000–2004 - Brigadier Helmut Fellner (Athen) 2004–2006 - Brigadier Roman Fischer (Wien) 2008–2012 - Oberst dhmfD Nikolaus Rottenberger (Wien) 2013–2015 - Oberst Thomas Hutter (Wien) 2016–… - Oberst Martin Girsch (Wien) - Oberst Thomas Kobosil (Wien)                                           |
| Burkina Faso | - Oberst Georg Dialer (Dakar) 2017–2021 - Oberst dG Heinz Assmann (Dakar) |
| Volksrepublik China seit 1997; Mitakkreditierung: Südkorea (1999–2001), Japan (seit 2008) und Indien | - Oberst dG Heinrich Winkelmayer (Peking) 1997–2000 - Brigadier Freyo Apfalter (Peking) 2000–2001 - Brigadier Günter Wolfframm (Peking) 2001–2003 - Brigadier Freyo Apfalter (Peking) 2003–2007 - Generalmajor Heinrich Winkelmayer (Peking) 2007–2009 - Oberst dG Heinz Assmann (Peking) 2010–2015 - Brigadier Christof Tatschl (Peking) 2015–2020 - Oberst dG Bernd Göttlicher (Peking) –… |
| Dänemark | - Oberst dG Michael Burger (Stockholm) 1967–1971 - Brigadier Franz Attems-Petzenstein (Stockholm) 1971–1975 - Brigadier Otto Heller (Bonn) 1975–1980 - Brigadier Maximilian Trofaier (London) 1980–1986 - Brigadier Helge Lerider (London) 1986–1993 - Brigadier Hans-Rüdiger Sulzgruber (London) 1993–1999 - Brigadier Peter Grabner (Stockholm) 1999–2000 - Oberst dG Peter Bouda (Stockholm) 2000–2006 - Oberst dG Michael Janisch (Stockholm) 2007–2011 - Brigadier August Reiter (Stockholm) 2011–… - Oberst dG Johann Lattacher (Stockholm) - Brigadier Michael Wogg (Stockholm) 2023–… |
| Deutschland seit 1974; Mitakkreditierung: Dänemark (1975–1980), Niederlanden (1980–1993, seit 2000), Polen (seit 2007), Litauen (2007–2017) | - Brigadier Otto Heller (Bonn) 1974–1980 - Oberst dG Adolf Radauer (Bonn) 1980–1984 - Brigadier Heinz Kozak (Bonn) 1984–1987 - Oberst dG Hans Hansen (Bonn) 1987–1989 - Brigadier Peter-Erik Czak (Bonn) 1989–1995 - Brigadier Peter Koman (Bonn/Berlin) 1995–2000 - Brigadier Hans Helmut Moser (Berlin) 2000–2005 - Brigadier Andreas Safranmüller (Berlin) 2005–2007 - Brigadier Andreas Mempör (Berlin) 2007–2010 - Brigadier Michael Derman (Berlin) 2010–2014 - Generalmajor Anton Oschep (Berlin) 2014–2019 - Brigadier August Reiter (Berlin) 2019–2021 - Brigadier Christian Platzer (Berlin) 2021–2022 - Brigadier Peter Grünwald (Berlin) 2022–…                                                                                        |
| Estland | - Brigadier Peter Grabner (Stockholm) 1999–2000 - Oberst dG Peter Bouda (Stockholm) 2000–2006 - Oberst dG Michael Janisch (Stockholm) 2007–2011 - Brigadier August Reiter (Stockholm) 2011–2017 - Oberst Ronald Rainer (Wien) 2017–2019 - Oberst Ronald Rainer (Warschau) 2019–… |
| Finnland | - Oberst dG Michael Burger (Stockholm) 1966–1971 - Brigadier Franz Attems-Petzenstein (Stockholm) 1971–1975 - Brigadier Johann Böhm (Stockholm) 1975–1981 - Oberst dG Helmut Kreuzhuber (Stockholm) 1981–1985 - Brigadier Wolfgang Jung (Stockholm) 1985–1990 - Oberst dG Michael Derman (Stockholm) 1990–1995 - Brigadier Peter Grabner (Stockholm) 1995–2000 - Oberst dG Peter Bouda (Stockholm) 2000–2006 - Oberst dG Michael Janisch (Stockholm) 2007–2011 - Brigadier August Reiter (Stockholm) 2011–… - Oberst dG Johann Lattacher (Stockholm) - Brigadier Michael Wogg (Stockholm) 2023–… |
| Frankreich seit 1957; Mitakkreditierung: Niederlanden (1967–1971), Belgien (1967–1992), Luxemburg (1967–1992, 2000–2002), Tunesien (1992–2007, 2013–2016), Marokko (seit 1999), Senegal (2007–2017), Spanien (2007–2013), Mauretanien (seit 2013) | - Oberst dG Zdenko Paumgartten (Paris) 1957–1959 - Oberst dG Heinrich Jordis von Lohausen (Paris) 1960–1964 - Brigadier Hubert Wingelbauer (Paris) 1965–1969 - Oberst dG Ernest Bernadiner (Paris) 1969–1973 - Oberst dG Friedrich Materna (Paris) 1973–1977 - Brigadier Hans Buttlar-Elberberg (Paris) 1977–1981 - Brigadier Josef Marolz (Paris) 1982–1986 - Brigadier Richard Bondi (Paris) 1986–1992 - Oberst dG Wolfgang Wosolsobe (Paris) 1992–1997 - Brigadier Dieter Heidecker (Paris) 1997–2002 - Oberst dG Edwin Potocnik (Paris) 2002–2007 - Brigadier Franz Berndorfer (Paris) 2007–2011 - Brigadier Helmut Meerkatz (Paris) 2013–2017 - Brigadier Peter Grünwald (Paris) 2017–2022 - Brigadier Hans Jörg Stopka (Paris) 2022–…        |
| Georgien | - Brigadier Thomas Rapatz (Kiew) 2005–2010 - Oberst dhmfD Josef Hölzl (Kiew) 2010–2014 - Oberst dG Erich Simbürger (Kiew) 2014–2019 - Oberst dG Manfred Stacher (Kiew) 2019–2023 - Oberst dG Georg Dialer (Kiew) 2023–2024 - Oberst Andreas Bauer (Ankara) 2024–… |
| Ghana | - Oberst Georg Dialer (Dakar) 2017–2021 - Oberst dG Heinz Assmann (Dakar) |
| Griechenland 1999–2006; Mitakkreditierung: Bosnien-Herzegowina (1999–2002), Bulgarien (2004–2006) | - Brigadier Josef Klamminger (Belgrad) 1994–1998 - Brigadier Josef Reifberger (Belgrad) 1998–1999 - Brigadier Helmut Moser (Athen) 1999–2000 - Brigadier Helmut Fellner (Athen) 2000–2006 - Brigadier Werner Brandner (Rom) 2007 - Oberst dG Wolfgang Pusztai (Rom) 2007–2012 - Brigadier Wolfgang Bäck (Rom) 2012–2015 - Oberst dhmfD Nikolaus Rottenberger (Rom) 2016–2022 - Oberst dG Christian Tesar (Belgrad) 2024–… |
| Indien | - Brigadier Christof Tatschl (Peking) 2017– |
| Irak | - Oberst Armin Lehner (Beirut) 2021–… |
| Iran | - Brigadier Wolfgang Fritsch (Wien) 2002 - Brigadier Michael Sutter-Kellner (Damaskus) 2003–2004 - Brigadier Peter Grabner (Damaskus) 2004–2010 - Brigadier Andreas Mempör (Damaskus/Beirut) 2010–2016 - Oberst dG Heinz Assmann (Beirut) 2016–… - Oberst dhmfD Andreas Bauer (Teheran) - Oberst Ulrich Hans-Michael (Teheran) |
| Irland | - Brigadier Helge Lerider (London) 1991–1993 - Brigadier Hans-Rüdiger Sulzgruber (London) 1993–1999 - Brigadier Wolfgang Plasche (London) 1999–2006 - Brigadier Michael Derman (London) 2006–2010 - Oberst dG Ronald Vartok (London) 2010–2015 - Brigadier Günter Eisl (London) 2015–… - Oberst dG Wolfgang Weichselberger (London) |
| Island | - Oberst dG Johann Lattacher (Stockholm) - Brigadier Michael Wogg (Stockholm) 2023–… |
| Israel seit 2007; Mitakkreditierung: Zypern (2007–2016) | - Brigadier Helge Lerider (Ankara) 1996–2003 - Brigadier Daniel Pregl (Ankara) 2003–2007 - Oberst Nikolaus Egger (Tel Aviv) 2008–2012 - Oberst dG Guido Kraus (Tel Aviv) 2012–2015 - Oberst dG Franz Madner (Tel Aviv) 2016–2022 - Oberst dG Johann Trummer (Tel Aviv) 2022–… |
| Italien seit 1970; Mitakkreditierung: Spanien (1977–2007, seit 2013), Griechenland (seit 2007), Tunesien (2007–2013), Libyen (2008–2012), Malta (seit 2018), Albanien (seit 2016)                                                                 | - Oberst dG Friedrich Ulz (Rom) 1970–1973 - Brigadier Nikolaus Chorinsky (Rom) 1973–1979 - Brigadier Gerhard Zoppoth (Rom) 1979–1984 - Oberst dG Jürgen Köberl (Rom) 1984–1990 - Brigadier Peter Koman (Rom) 1990–1995 - Brigadier Uwe Maydell (Rom) 1995–1998 - Brigadier Anton Oschep (Rom) 1998–2002 - Brigadier Werner Brandner (Rom) 2002–2007 - Oberst dG Wolfgang Pusztai (Rom) 2007–2012 - Brigadier Wolfgang Bäck (Rom) 2012–2015 - Oberst dhmfD Nikolaus Rottenberger (Rom) 2016–2022 - Oberst dG Johann Lattacher (Rom) |
| Japan | - Generalmajor Heinrich Winkelmayer (Peking) 2007–2009 - Oberst dG Heinz Assmann (Peking) 2010–2015 - Brigadier Christof Tatschl (Peking) 2015–2020 |
| Jordanien | - Brigadier Wolfgang Fritsch (Wien) 2002 - Brigadier Michael Sutter-Kellner (Damaskus) 2003–2004 - Brigadier Peter Grabner (Damaskus) 2004–2010 - Brigadier Andreas Mempör (Damaskus/Beirut) 2010–2016 - Oberst dG Heinz Assmann (Beirut) 2016–2021 - Oberst Armin Lehner (Beirut) 2021–… |
| Kanada | - Brigadier Ferdinand Foltin (Washington) 1971–1973 - Brigadier Franz Nahrgang (Washington) 1973–1979 - Brigadier Hannes Christian Clausen (Washington) 1979–1984 - Brigadier Walter Schmit (Washington) 1985–1990 - Brigadier Hannes Christian Clausen (Washington) 1990–1998 - Brigadier Guntmar Heck (Washington) 1998–2007 - Brigadier Peter Resch (Washington) 2007–2011 - Brigadier Harald Göllinger (Washington) 2011–2016 - Generalmajor Jürgen Ortner (Washington) 2017–2022 - Generalmajor Norbert Huber (Washington) 2022–… |
| Kasachstan | - Oberst dG Erich Simbürger (Moskau) 2007–2009 - Brigadier Helmut Fellner (Moskau) 2009–2015 - Oberst dhmfD Christian Smutek (Moskau) 2015–… - Oberst dG Thomas Ahammer (Moskau) |
| Kenia | - Oberst dG Manfred Stacher (Addis Abeba) 2013–2015 - Oberst dhmfD Josef Hölzl (Addis Abeba) 2016–… |
| Kroatien seit 1995; Mitakkreditierung: Makedonien (1998–1999), Bosnien-Herzegowina (2002–2007), Albanien (2007–2016) | - Brigadier Jürgen Köberl (Zagreb) 1995–1999 - Oberst dG Bernard Bair (Zagreb) 1999–2003 - Oberst dG Werner Stangl (Zagreb) 2003–2008 - Brigadier Manfred Sulzgruber (Zagreb) 2007–2012 - Brigadier Roman Fischer 2012–2016 - Oberst Ewald Hausdorf (Wien) 2016–2017 - Oberst Martin Kukla (Wien) 2018–2019 - Oberst dhmfD Reinhard Stradner (Zagreb) 2019– - Oberst dG Jure Bauer (Zagreb) |
| Lettland | - Brigadier Peter Grabner (Stockholm) 1999–2000 - Oberst dG Peter Bouda (Stockholm) 2000–2006 - Oberst dG Michael Janisch (Stockholm) 2007–2011 - Brigadier August Reiter (Stockholm) 2011–2017 - Oberst Ronald Rainer (Wien) 2017–2019 - Oberst Ronald Rainer (Warschau) 2019–… |
| Libanon | - Brigadier Wolfgang Fritsch (Wien) 2002 - Brigadier Michael Sutter-Kellner (Damaskus) 2003–2004 - Brigadier Peter Grabner (Damaskus) 2004–2010 - Brigadier Andreas Mempör (Damaskus/Beirut) 2010–2016 - Oberst dG Heinz Assmann (Beirut) 2016–2021 - Oberst Armin Lehner (Beirut) 2021–… |
| Libyen | - Oberst dG Wolfgang Pusztai (Rom) 2008–2012 |
| Litauen | - Brigadier Roland Vogel (Prag) 1999–2005 - Brigadier Manfred Sulzgruber (Prag) 2005–2007 - Brigadier Andreas Mempör (Berlin) 2007–2010 - Brigadier Michael Derman (Berlin) 2010–2014 - Generalmajor Anton Oschep (Berlin) 2014–2017 - Oberst Ronald Rainer (Wien) 2017–2019 - Oberst Ronald Rainer (Warschau) 2019–… |
| Luxemburg | - Brigadier Hubert Wingelbauer (Paris) 1967–1969 - Oberst dG Ernest Bernadiner (Paris) 1969–1973 - Oberst dG Friedrich Materna (Paris) 1973–1977 - Brigadier Hans Buttlar-Elberberg (Paris) 1977–1981 - Brigadier Josef Marolz (Paris) 1982–1986 - Brigadier Richard Bondi (Paris) 1986–1992 - Korpskommandant Richard Bondi (Brüssel) 1992–2000 - Brigadier Dieter Heidecker (Paris) 2000–2002 - Oberst Franz Joseph Fritzlehner (Brüssel) 2001–2006 |
| Mali | - Oberst dG Johann Trummer (Algier) 2013–2016 - Oberst Alexander Plappart (Algier) 2016–… - Oberst Georg Dialer (Dakar) 2017–2021 - Oberst dG Heinz Assmann (Dakar) |
| Malta | - Oberst dhmfD Nikolaus Rottenberger (Rom) 2016–2022 |
| Marokko | - Brigadier Dieter Heidecker (Paris) 1997–2002 - Oberst dG Edwin Potocnik (Paris) 2002–2007 - Brigadier Franz Berndorfer (Paris) 2007–2011 - Brigadier Helmut Meerkatz (Paris) 2013–2017 - Brigadier Peter Grünwald (Paris) 2017–2022 - Brigadier Hans Jörg Stopka (Paris) 2022–… |
| Mauretanien | - Brigadier Helmut Meerkatz (Paris) 2013–2017 - Brigadier Peter Grünwald (Paris) 2017 - Oberst Georg Dialer (Dakar) 2017–2021 - Oberst dG Heinz Assmann (Dakar) |
| Nordmazedonien | - Brigadier Jürgen Köberl (Zagreb/Laibach) 1998–2004 - Oberst dIntD Josef Hölzl (Belgrad) 2004–2009 - Brigadier Reinhard Schöberl (Belgrad) 2009–2013 - Oberst dG Thomas Ahammer (Belgrad) 2013–2019 - Oberst dhmfD Christian Smutek (Belgrad) 2019–2024 - Oberst dG Christian Tesar (Belgrad) 2024–… |
| Moldau | - Brigadier Simon Palmisano (Kiew) 1999–2000 - Brigadier Josef Nekham (Kiew) 2001 - Oberst dG Daniel Pregl (Budapest) 2001–2003 - Brigadier Alexander Trözmüller (Budapest) 2003–2005 - Brigadier Thomas Rapatz (Kiew) 2005–2010 - Oberst dhmfD Josef Hölzl (Kiew) 2010–2014 - Oberst dG Erich Simbürger (Kiew) 2014–2019 - Oberst dG Manfred Stacher (Kiew) 2019–2023 - Oberst dG Georg Dialer (Kiew) 2023–… |
| Montenegro | - Oberst dIntD Josef Hölzl (Belgrad) 2004–2009 - Brigadier Reinhard Schöberl (Belgrad) 2009–2013 - Oberst dG Thomas Ahammer (Belgrad) 2013–2019 - Oberst dhmfD Christian Smutek (Belgrad) 2019–2024 - Oberst dG Christian Tesar (Belgrad) 2024–… |
| Niger | - Oberst dG Johann Trummer (Algier) 2013–2016 - Oberst Alexander Plappart (Algier) 2016–… |
| Niederlande | - Brigadier Hubert Wingelbauer (Paris) 1967–1969 - Oberst dG Ernest Bernadiner (Paris) 1969–1971 - Brigadier Hubert Wingelbauer (London) 1971–1976 - Oberst dG Lothar Brósch-Fohraheim (London) 1976–1980 - Oberst dG Adolf Radauer (Bonn) 1980–1984 - Brigadier Heinz Kozak (Bonn) 1984–1987 - Oberst dG Hans Hansen (Bonn) 1987–1989 - Brigadier Peter-Erik Czak (Bonn) 1989–1993 - Korpskommandant Richard Bondi (Brüssel) 1993–2000 - Brigadier Hans Moser (Berlin) 2000–2005 - Brigadier Andreas Safranmüller (Berlin) 2005–2007 - Brigadier Andreas Mempör (Berlin) 2007–2010 - Brigadier Michael Derman (Berlin) 2010–2014 - Generalmajor Anton Oschep (Berlin) 2014–2019 - Brigadier August Reiter (Berlin) 2019–…                         |
| Nigeria | - Oberst Georg Dialer (Dakar) 2017–2021 - Oberst dG Heinz Assmann (Dakar) |
| Nordkorea | - Oberst dG Heinrich Winkelmayer (Peking) 1999–2000 - Brigadier Christof Tatschl (Peking) |
| Norwegen | - Oberst dG Wilhelm Schuster (Stockholm) 1957–1961 - Oberst dG Karl Schrems (Stockholm) 1961–1966 - Oberst dG Michael Burger (Stockholm) 1966–1971 - Brigadier Franz Attems-Petzenstein (Stockholm) 1971–1975 - Brigadier Johann Böhm (Stockholm) 1975–1981 - Oberst dG Helmut Kreuzhuber (Stockholm) 1981–1985 - Brigadier Wolfgang Jung (Stockholm) 1985–1990 - Oberst dG Michael Derman (Stockholm) 1990–1995 - Brigadier Peter Grabner (Stockholm) 1995–1999 - Brigadier Wolfgang Plasche (London) 1999–2004 - Oberst dG Peter Bouda (Stockholm) 2004–2006 - Oberst dG Michael Janisch (Stockholm) 2007–2011 - Brigadier August Reiter (Stockholm) 2011–… - Oberst dG Johann Lattacher (Stockholm) - Brigadier Michael Wogg (Stockholm) 2023–… |
| Polen | - Brigadier Guido Benesch (Moskau) 1967–1969 - Brigadier Karl Schrems (Moskau) 1969–1973 - Brigadier Franz Haubl (Moskau) 1973–1978 - Oberst dG Josef Reifberger (Moskau) 1978–1979 - Oberst dG Simon Palmisano (Moskau) 1979–1984 - OberstdG Josef Nekham (Moskau) 1984–1990 - Brigadier Maximilian Trofaier (Moskau) 1990–1993 - Brigadier Walter Schmit (Prag) 1993–1998 - Brigadier Roland Vogel (Prag) 1999–2005 - Brigadier Manfred Sulzgruber (Prag) 2005–2007 - Brigadier Andreas Mempör (Berlin) 2007–2010 - Brigadier Michael Derman (Berlin) 2010–2014 - Generalmajor Anton Oschep (Berlin) 2014–2019 - Oberst Ronald Rainer (Warschau) 2019–…                                                                                          |
| Rumänien seit 2008 | - Oberst dG Nikolaus Chorinsky (Belgrad) 1970–1973 - Oberst dG Gerhard Zoppoth (Belgrad) 1973–1978 - Oberst dG Adolf-Erwin Felber (Belgrad) 1978–1983 - Oberst dG Günther Wolfframm (Belgrad) 1973–1989 - Brigadier Josef Klamminger (Belgrad) 1989–1998 - Brigadier Josef Nekham (Budapest) 1998–2000 - Brigadier Daniel Pregl (Budapest) 2000–2003 - Brigadier Alexander Trötzmüller (Budapest) 2003–2007 - Oberst dhmfD Christian Smutek (Wien) 2008–2014 - Oberst Thomas Hutter (Wien) 2016–… - Oberst Martin Girsch (Wien) - Oberst Thomas Kobosil (Wien) |
| Russland (bis 1991 Sowjetunion) seit 1957; Mitakkreditierung: Polen (1967–1993), Ukraine (1993–1995), Weißrussland (seit 1996), Armenien (seit 2007), Kasachstan (seit 2007)                                                                      | - Oberst dG Alexander Buschek (Moskau) 1957–1961 - Oberst Karl Niemetz (Moskau) 1961–1966 - Brigadier Guido Benesch (Moskau) 1966–1969 - Brigadier Karl Schrems (Moskau) 1969–1973 - Brigadier Franz Haubl (Moskau) 1973–1978 - Oberst dG Josef Reifberger (Moskau) 1978–1979 - Oberst dG Simon Palmisano (Moskau) 1979–1984 - OberstdG Josef Nekham (Moskau) 1984–1990 - Brigadier Maximilian Trofaier (Moskau) 1990–1994 - Brigadier Günther Wolfframm (Moskau) 1994–2001 - Brigadier Simon Palmisano (Moskau) 2001–2003 - Oberst dG Erich Simbürger (Moskau) 2003–2009 - Brigadier Helmut Fellner (Moskau) 2009–2015 - Oberst dhmfD Christian Smutek (Moskau) 2015–2019 - Oberst dG Thomas Ahammer (Moskau) 2019–2022                           |
| Schweden seit 1957; Mitakkreditierung: Finnland (seit 1966), Dänemark (1967–1975, 1999–2007, seit 2008), Norwegen (1975–1999, seit 2004), Estland (1999–2017), Lettland (1999–2017)                                                               | - Oberst dG Wilhelm Schuster (Stockholm) 1957–1961 - Oberst dG Karl Schrems (Stockholm) 1961–1966 - Oberst dG Michael Burger (Stockholm) 1966–1971 - Brigadier Franz Attems-Petzenstein (Stockholm) 1971–1975 - Brigadier Johann Böhm (Stockholm) 1975–1981 - Oberst dG Helmut Kreuzhuber (Stockholm) 1981–1985 - Brigadier Wolfgang Jung (Stockholm) 1985–1990 - Oberst dG Michael Derman (Stockholm) 1990–1995 - Brigadier Peter Grabner (Stockholm) 1995–2000 - Oberst dG Peter Bouda (Stockholm) 2000–2006 - Oberst dG Michael Janisch (Stockholm) 2007–2011 - Brigadier August Reiter (Stockholm) 2011–… - Oberst dG Johann Lattacher (Stockholm) - Brigadier Michael Wogg (Stockholm) 2023–…                                                 |
| Schweiz seit 1957; Mitakkreditierung: Südafrika (1999–2001), Luxemburg (seit 2022) | - Oberst dG Franz Rudolf (Bern) 1957–1961 - Brigadier Herman Schöppl-Sonnwalden (Bern) 1961–1965 - Brigadier Karl Österreicher (Bern) 1965–1969 - Brigadier Otto Scholik (Bern) 1969–1975 - Brigadier Karl Duchet (Bern) 1975–1981 - Brigadier Ing. Franz Nahrgang (Bern) 1981–1988 - Brigadier Peter-Erik Czak (Bern)1988–1989 - Brigadier Günther Greindl (Bern) 1989–1991 - Brigadier Rüdiger Stillfried (Bern) 1991–1999 - Brigadier Hans-Rüdiger Sulzgruber (Bern) 1999–2006 - Brigadier Maximilian Frühstück (Bern) 2006–2010 - Brigadier Harald Stormann (Bern) 2010–2015 - Brigadier Franz Berndorfer (Bern) 2017–2023 - Oberst dIntD Dr. Michael Pesendorfer (Bern) 2023–                                                                 |
| Senegal Mitakkreditierung: Mali, Mauretanien, Tschad, Ghana, Nigeria, Burkina Faso | - Brigadier Franz Berndorfer (Paris) 2007–2011 - Brigadier Helmut Meerkatz (Paris) 2013–2017 - Oberst Georg Dialer (Dakar) 2017–2021 - Oberst dG Heinz Assmann (Dakar) |
| Serbien (bis 2003 Jugoslawien) seit 1967; Mitakkreditierung: Rumänien (1970–1998), Griechenland (bis 1999), Bulgarien (1998–2004), Makedonien (seit 2004), Montenegro (seit 2006)                                                                 | - Oberst dG Nikolaus Chorinsky (Belgrad) 1967–1973 - Oberst dG Gerhard Zoppoth (Belgrad) 1973–1978 - Oberst dG Adolf-Erwin Felber (Belgrad) 1978–1983 - Oberst dG Günther Wolfframm (Belgrad) 1973–1989 - Brigadier Josef Klamminger (Belgrad) 1989–1998 - Brigadier Josef Reifberger (Belgrad) 1998–2000 - Brigadier Manfred Sulzgruber (Belgrad) 2000–2004 - Oberst dIntD Josef Hölzl (Belgrad) 2004–2009 - Brigadier Reinhard Schöberl (Belgrad) 2009–2013 - Oberst dG Thomas Ahammer (Belgrad) 2013–2019 - Oberst dhmfD Christian Smutek (Belgrad) 2019–2024 - Oberst dG Christian Tesar (Belgrad) 2024–… |
| Slowakei seit 1993; Mitakkreditierung: Ukraine (2004–2005) | - Brigadier Roland Vogel (Pressburg) 1993–1998 - Brigadier Josef Weingast (Pressburg) 1999–2002 - Brigadier Helmut Dorner (Pressburg) 2003–2007 - Brigadier Roman Fischer (Wien) 2008–2012 - Oberst dhmfD Nikolaus Rottenberger (Wien) 2013–2015 - Brigadier Daniel Pregl (Wien) 2015–… - Oberst dhmfD Karl Fitsch (Wien) –2023 - Oberst dG Franz Madner (Wien) 2023– |
| Slowenien seit 1993; Mitakkreditierung: Albanien (1993–2007), Mazedonien (1999–2004) | - Brigadier Wilhelm Figl (Laibach) 1993–1999 - Brigadier Jürgen Köberl (Laibach) 1999–2004 - Brigadier Josef Nekham (Laibach) 2004–2007 - Oberst dhmfD Christian Smutek (Wien) 2008–2014 - Oberst Ewald Hausdorf (Wien) 2016–2017 - Brigadier Daniel Pregl (Budapest) - Brigadier Manfred Hanzl (Budapest) |
| Spanien | - Brigadier Nikolaus Chorinsky (Rom) 1973–1979 - Brigadier Gerhard Zoppoth (Rom) 1979–1984 - Oberst dG Jürgen Köberl (Rom) 1984–1990 - Brigadier Peter Koman (Rom) 1990–1995 - Brigadier Uwe Maydell (Rom) 1995–1998 - Brigadier Anton Oschep (Rom) 1998–2002 - Brigadier Werner Brandner (Rom) 2002–2007 - Brigadier Franz Berndorfer (Paris) 2007–2011 - Brigadier Wolfgang Bäck (Rom) 2013–2015 - Oberst dhmfD Nikolaus Rottenberger (Rom) 2016–… - Oberst dG Johann Lattacher (Rom) |
| Südafrika | - Brigadier Rüdiger Stillfried (Bern) 1999 - Brigadier Hans-Rüdiger Sulzgruber (Bern) 1999–2001 |
| Sudan | - Oberst Johann Hornung (Kairo) 2013– - Oberst Martin Schießer (Kairo) |
| Südsudan | - Oberst dhmfD Josef Hölzl (Addis Abeba) 2016–2021 - Oberst Bernd Skaza (Addis Abeba) 2021–2021 - Oberst dG Johann Jamnig (Addis Abeba) 2021–… |
| Südkorea | - Oberst dG Heinrich Winkelmayer (Peking) 1999–2000 - Brigadier Freyo Apfalter (Peking) 2000–2001 - Brigadier Christof Tatschl (Peking) - Oberst dG Bernd Göttlicher (Peking) 2020–… |
| Syrien seit 2002; Mitakkreditierung: Jordanien (seit 2002), Libanon (seit 2002), Ägypten (2003–2010), Iran (seit 2005) | - Brigadier Wolfgang Fritsch (Wien) 2002 - Brigadier Michael Sutter-Kellner (Damaskus) 2003–2004 - Brigadier Peter Grabner (Damaskus) 2004–2010 - Brigadier Andreas Mempör (Damaskus/Beirut) 2010–2016 - Oberst dG Heinz Assmann (Beirut) 2016–… |
| Tschad | - Oberst Alexander Plappert (Algier) 2016–… |
| Tschechien (bis 1993 Tschechoslowakei) seit 1976; Mitakkreditierung: DDR (1976–1990), Polen (1993–2007), Litauen (1999–2007) | - Brigadier Ferdinand Foltin (Prag) 1976–1981 - Brigadier Josef Klamminger (Prag) 1981–1989 - Oberst dG Helmut Dorner (Prag) 1989–1993 - Brigadier Walter Schmit (Prag) 1993–1998 - Brigadier Roland Vogel (Prag) 1999–2005 - Brigadier Manfred Sulzgruber (Prag) 2005–2007 - Brigadier Roman Fischer (Prag/Wien) 2008–2012 - Oberst dhmfD Nikolaus Rottenberger (Wien) 2013–2015 - Brigadier Daniel Pregl (Wien) 2015–… - Oberst dhmfD Karl Fitsch (Wien) –2023 - Oberst dG Franz Madner (Wien) 2023– |
| Tunesien | - Oberst dG Wolfgang Wosolsobe (Paris) 1992–1997 - Brigadier Dieter Heidecker (Paris) 1997–2002 - Oberst dG Edwin Potocnik (Paris) 2002–2007 - Oberst dG Wolfgang Pusztai (Rom) 2007–2012 - Brigadier Wolfgang Bäck (Rom) 2012–2013 - Brigadier Helmut Meerkatz (Paris) 2013–2016 - Oberst Alexander Plappert (Algier) 2016–… |
| Türkei seit 1994; Mitakkreditierung: Israel (1996–2007), Ägypten (2010), Aserbaidschan (seit 2010) | - Brigadier Helge Lerider (Wien/Ankara) 1994–2003 - Brigadier Daniel Pregl (Ankara) 2003–2007 - Oberst Kurt Radner (Ankara) 2010–2015 - Brigadier Reinhard Schöberl (Ankara) 2015–2019 - Brigadier Thomas Rapatz (Ankara) 2019–2024 - Oberst Andreas Bauer (Ankara) 2024–… |
| Uganda | - Oberst dhmfD Josef Hölzl (Addis Abeba) 2016–2021 - Oberst Bernd Skaza (Addis Abeba) 2021–2021 - Oberst dG Johann Jamnig (Addis Abeba) 2021–… |
| Ukraine seit 1995; Mitakkreditierung: Moldau (1999–2001, seit 2007), Georgien (seit 2007) | - Brigadier Maximilian Trofaier (Moskau) 1993–1994 - Brigadier Günther Wolfframm (Moskau) 1994–1995 - Brigadier Simon Palmisano (Kiew) 1995–2000 - Brigadier Josef Nekham (Kiew) 2001–2004 - Brigadier Thomas Rapatz (Kiew) 2005–2010 - Oberst dhmfD Josef Hölzl (Kiew) 2010–2014 - Oberst dG Erich Simbürger (Kiew) 2014–2019 - Oberst dG Manfred Stacher (Kiew) 2019–2023 - Oberst dG Georg Dialer (Kiew) 2023–… |
| Ungarn seit 1967; Mitakkreditierung: Bulgarien (1971–1998), Rumänien (1998–2007), Moldau (2002–2007) | - Brigadier Franz Rudolf (Budapest) 1967–1972 - Karl Österreicher (Budapest) 1972–1977 - Oberst dG Josef Klamminger (Budapest) 1977–1981 - Brigadier Peter-Erik Czak (Budapest) 1981–1988 - Brigadier Rudolf Striedinger (Budapest) 1988–1993 - Brigadier Stephan Mayer (Budapest) 1993–1997 - Brigadier Josef Nekham (Budapest) 1997–2000 - Brigadier Daniel Pregl (Budapest) 2000–2003 - Brigadier Alexander Trötzmüller (Budapest) 2003–2007 - Oberst dhmfD Christian Smutek (Wien) 2008–2014 - Oberst Ewald Hausdorf (Wien) 2015–2016 - Brigadier Daniel Pregl (Wien) 2016–2021 - Brigadier Manfred Hanzl (Wien/Budapest) 2021–… |
| Vereinigte Staaten seit 1957; Mitakkreditierung: Kanada (seit 1971) | - Brigadier Paul Klein (Washington) 1957–1962 - Brigadier Bruno Rainer (Washington) 1962–1966 - Brigadier Reinhold Mössler (Washington) 1966–1968 - Brigadier Ferdinand Foltin (Washington) 1969–1973 - Brigadier Franz Nahrgang (Washington) 1973–1979 - Brigadier Hannes Christian Clausen (Washington) 1979–1984 - Brigadier Walter Schmit (Washington) 1985–1990 - Brigadier Hannes Christian Clausen (Washington) 1990–1998 - Brigadier Guntmar Heck (Washington) 1998–2007 - Brigadier Peter Resch (Washington) 2007–2011 - Brigadier Harald Göllinger (Washington) 2011–2016 - Generalmajor Jürgen Ortner (Washington) 2017–2022 - Generalmajor Norbert Huber (Washington) 2022–…                                                           |
| Vereinigtes Königreich seit 1957; Mitakkreditierung: Niederlanden (1971–1980), Dänemark (1980–1999), Irland (seit 1991), Norwegen (1999–2004) | - Oberst dG Heinrich Jordis von Lohausen (London) 1957–1960 - Oberst dG Franz Attems-Petzenstein (London) 1960–1964 - Oberst dG Hans Buttlar-Elberberg (London) 1965–1971 - Brigadier Hubert Wingelbauer (London) 1971–1976 - Oberst dG Lothar Brósch-Fohraheim (London) 1976–1980 - Brigadier Maximilian Trofaier (London) 1980–1986 - Brigadier Helge Lerider (London) 1986–1993 - Brigadier Hans-Rüdiger Sulzgruber (London) 1993–1999 - Brigadier Wolfgang Plasche (London) 1999–2006 - Brigadier Michael Derman (London) 2006–2010 - Oberst dG Ronald Vartok (London) 2010–2015 - Brigadier Günter Eisl (London) 2015–… - Oberst dG Wolfgang Weichselberger (London)                                                                          |
| Belarus | - Brigadier Günther Wolfframm (Moskau) 1996–2001 - Brigadier Simon Palmisano (Moskau) 2001–2003 - Oberst dG Erich Simbürger (Moskau) 2003–2009 - Brigadier Helmut Fellner (Moskau) 2009–2015 - Oberst dhmfD Christian Smutek (Moskau) 2015–… - Oberst dG Thomas Ahammer (Moskau) |
| Zentralafrikanische Republik | - Oberst dhmfD Josef Hölzl (Addis Abeba) 2016–2021 - Oberst Bernd Skaza (Addis Abeba) 2021–2021 - Oberst dG Johann Jamnig (Addis Abeba) 2021–… |
| Zypern | - Brigadier Daniel Pregl (Ankara) 2007 - Oberst dhmfD Nikolaus Egger (Tel Aviv) 2008–2012 - Oberst dG Guido Kraus (Tel Aviv) 2012–2015 - Oberst dG Johann Trummer (Tel Aviv) 2022-… |